# آناهیت ماسجیان
آناهید هاکوبی ماسجیان (ارمنی: Անահիտ Հակոբի Մասչյան؛  ۹ نوامبر ۱۹۰۰ – ۳ ژانویهٔ ۱۹۸۹) یک بازیگر اهل ارمنستان بود. 

## گزیده فیلمشناسی
از فیلم‌ها یا برنامه‌های تلویزیونی که وی در آن نقش داشته است می‌توان به گیکور، نازار شجاع  اشاره کرد.

## جوایز
وی برندهٔ جوایزی همچون هنرمند مردمی ارمنستان شوروی شده است.